# Giuseppe Lella
Giuseppe Lella (Messina, 20 luglio 1803 – Messina, 9 agosto 1866) è stato un banchiere e politico italiano.
Consigliere provinciale di Messina e membro della deputazione provinciale, ha diretto la sede locale della Banca Nazionale nel Regno d'Italia.